# Émile Gallé
Émile Gallé (Nancy, 4 maggio 1846 – Nancy, 23 settembre 1904) è stato un vetraio e decoratore francese, nato da una famiglia di commercianti di cristalli.

## Biografia
Il suo percorso di formazione artistico iniziò assieme al padre Charles (1818-1902), vetraio e ceramista, nella fabbrica di Saint-Clément.
Attorno ai diciotto anni si reca in Germania per studiare mineralogia e botanica, dove presto si appassiona e si specializza nel vetro soffiato. Stringe amicizia con Victor Prouvé (1858-1943), figlio di uno dei collaboratori di suo padre, con il quale apprende i segreti della lavorazione del vetro e della sua decorazione.
Alla fine della guerra Franco-Prussiana, Émile decide di andare a Londra per un certo periodo. Viaggia poi in Svizzera e Italia visitando i musei e rimane ammirato dalla vetreria medievale.
Nel 1873 Émile Gallé ritorna a Nancy con l'idea di assumere la direzione dell'impresa di famiglia e di poter realizzare opere artistiche in vetro rappresentanti forme della natura, sia floreali che animali. In questo periodo divenne il più importante rappresentante della scuola di Nancy e l'apripista della nuova arte del vetro, inserita nella corrente del modern style.  Dal 1874 al 1884 produce vetri trasparenti, ispirati anche agli smalti arabi e persiani. Presenta le nuove tecniche di lavorazione e produzione durante l'esposizione universale di Parigi del 1878, dove vince quattro medaglie d'oro.
Nel 1878 assume la direzione dell'impresa di famiglia che trasforma in una vetreria artistica e tra il 1880 e il 1889, realizza numerosi oggetti in vetro e ceramica, segnati anche da una certa influenza orientale.
I suoi lavori si caratterizzarono per le paste vitree delicate nei colori e nelle sfumature. Realizzò anche lavori di ebanisteria.